# Задорожное (Крым)

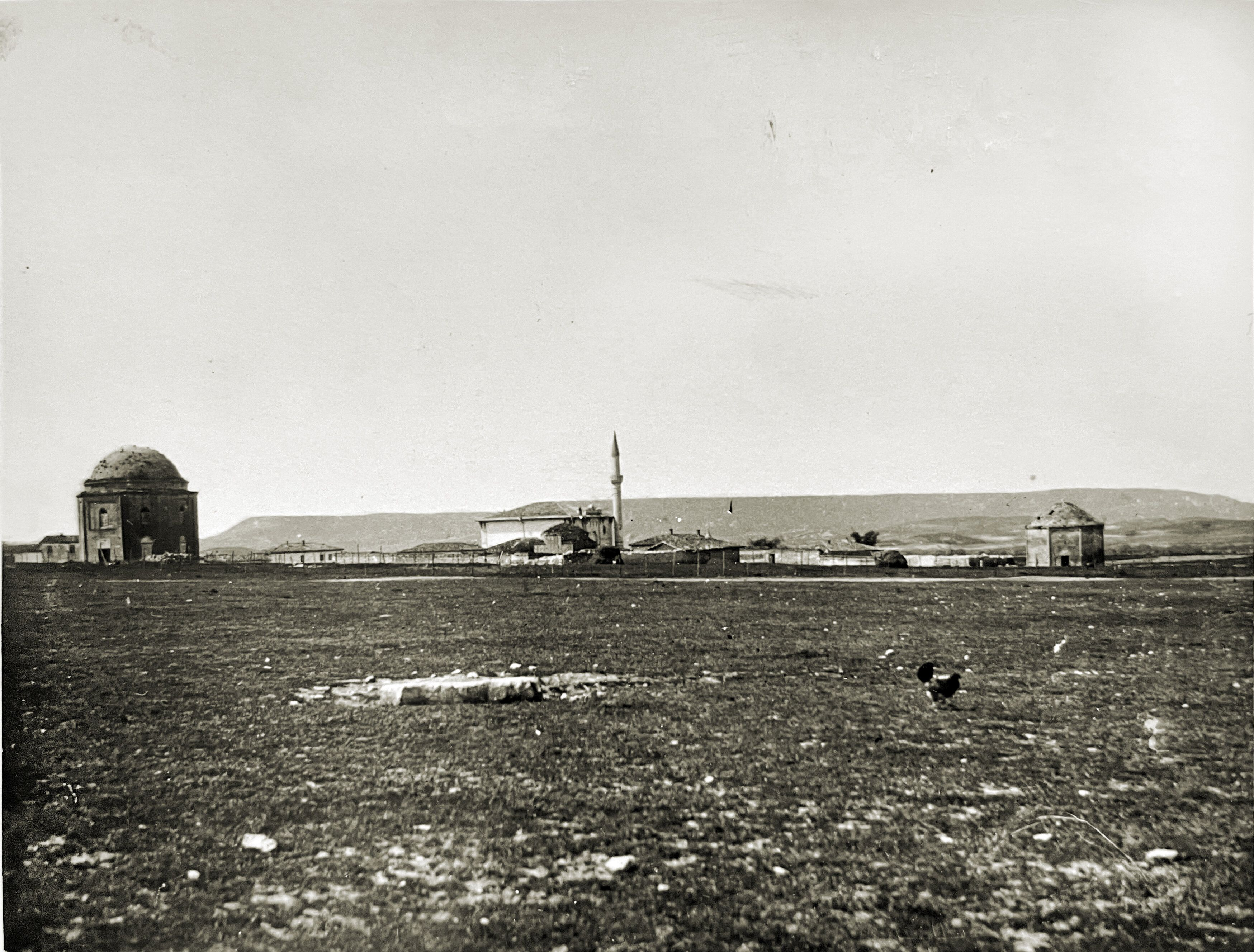
Панорама селения Азис, 1925 г.

Задоро́жное (до 1948 года Ази́з; укр. Задорожне, крымскотат. Aziz, Азиз) — упразднённое село в Бахчисарайском районе Крыма (согласно административно-территориальному делению Украины — Автономной Республики Крым), включённое в период с 1954 по 1960 годы в состав также упразднённого села Подгородное, ныне район в юго-западной части города. Также мусульманский культовый центр, включавший несколько дюрбе, в том числе, собственно азиз, гробница святого Мелек Гайдер, мавзолеи некоторых крымских ханов и текие — монастырь дервишей.

## История
Считается, что первое упоминание Азиза (как священного места) встречается в «Описании Крыма» Мартина Броневского 1579 года. Впервые, как поселение, в доступных источниках встречается в Камеральном Описании Крыма 1784 года, согласно которому деревня Азиз, в последний период существования Крымского ханства, административно относилась к Бахчисарайскому кадылыку Бахчисарайского каймаканства. После присоединения Крыма к России (8) 19 апреля 1783 года, (8) 19 февраля 1784 года, именным указом Екатерины II сенату, на территории бывшего Крымского Ханства была образована Таврическая область и деревня была приписана к Симферопольскому уезду. Упоминается селение под 1794 годом в труде Петра Палласа «Наблюдения, сделанные во время путешествия по южным наместничествам Русского государства»: 
Ниже Бахчисарая, в двух верстах от него, находится деревня Дозис, подле Джурюк-су с капустными огородами…
 После Павловских реформ, с 12 декабря 1796 года по 1802 год, входил в Акмечетский уезд Новороссийской губернии. По новому административному делению, после создания 8 (20) октября 1802 года Таврической губернии территориально находилась в Актачинской волости Симферопольского уезда. Но, видимо, вследствие эмиграции крымских татар в Турцию, последовавшую вслед за присоединением Крыма к России 8 февраля 1784 года, деревня опустела и в Ведомости о всех селениях в Симферопольском уезде состоящих с показанием в которой волости сколько числом дворов и душ… от 9 октября 1805 года не записана, а на военно-топографической карте генерал-майора Мухина 1817 года Азис обозначен без указания числа дворов (вероятно, как значимое культовое место). Когда была вновь заселена деревня, из доступных источников не ясно — уже на карте 1836 года в деревне Азиз обозначено 40 дворов, как и на карте 1842 года. Судя по «Списку населённых мест Таврической губернии по сведениям 1864 года», Азиз, с 29 дворами и 175 жителями, считался предместьем Бахчисарая и, в дальнейшем, отдельно в учётных материалах ревизий и переписей XIX — начала XX века не фигурировал. При этом на топографических картах селение регулярно отмечалось со всей атрибуцией: на трёхверстовой карте Шуберта 1865—1876 года в деревне обозначено 52 двора, на верстовой карте 1890 года в предместье Азиз обозначено 57 дворов с татарским населением. Обозначено поселение и на карте Крымского статистического управления 1922 года, но в Списке населённых пунктов Крымской АССР по Всесоюзной переписи 17 декабря 1926 года, среди населённых пунктов Бахчисарайского района оно не числится. При этом Азиз обозначался на километровой карте Генштаба Красной армии 1941 года и на двухкилометровке РККА 1942 года.
В 1944 году, после освобождения Крыма от фашистов, согласно Постановлению ГКО № 5859 от 11 мая 1944 года, 18 мая крымские татары были депортированы в Среднюю Азию. 12 августа 1944 года было принято постановление № ГОКО-6372с «О переселении колхозников в районы Крыма» по которому в район планировалось переселить 6000 колхозников и в сентябре 1944 года в район приехали первые новосёлы (2146 семей) из Орловской и Брянской областей РСФСР, а в начале 1950-х годов последовала вторая волна переселенцев из различных областей Украины. Указом Президиума Верховного Совета РСФСР от 18 мая 1948 года, Азиз переименовали в Задорожное. В период с 1954 по 1960 год село включили в состав Подгородного (согласно справочнику «Крымская область. Административно-территориальное деление на 1 января 1968 года» — с 1954 по 1968 годы).